# Bad St. Leonhard im Lavanttal
Bad St. Leonhard im Lavanttal, Bad Sankt Leonhard im Lavanttal (słoweń. Sveti Lenart v Labotu) – miasto uzdrowiskowe w Austrii, w kraju związkowym Karyntia, w powiecie Wolfsberg. Liczy 4386 mieszkańców (1 stycznia 2015). 